# Rancificação
Rancificação é a oxidação completa ou incompleta ou a hidrólise de gorduras e óleos quando expostos ao ar, luz ou umidade ou por ação bacteriana, resultando em sabor e odor desagradáveis. Especificamente, é a hidrólise ou auto-oxidação de gorduras em aldeídos e cetonas de cadeia curta, que são questionáveis no paladar e odor.
A rancificação pode ocorrer por dois processos: hidrólise (quebra da molécula pela água) e oxidação (reação com o oxigênio do ar). Essas reações geralmente conferem ao alimento um sabor ruim e um odor desagradável. Na manteiga, por exemplo, a presença de ácido butanóico (ou butírico) causa o sabor desagradável de manteiga rançosa. O processo de oxidação ocorre na posição alílica, ou seja, no carbono vizinho à dupla ligação. Uma vez formados os radicais livres, eles se propagam rapidamente, aumentando o consumo de oxigênio, e começam a ser perceptíveis as alterações organolépticas. Nessa fase, há um aumento na concentração dos hidroperóxidos, de tal forma que sua decomposição produz quantidades perceptíveis de seus produtos de decomposição, o que é acelerado pela presença de ácidos graxos livres que fornecem prótons aos hidroperóxidos, promovendo sua rápida decomposição. A reação é catalisada por íons metálicos. No final desta fase, ocorre a formação de unidades menores de álcoois, aldeídos, cetonas, etc., que conferem o sabor ruim e o odor aos óleos rançosos, como, por exemplo, o azeite de oliva, que contém muitas insaturações e é facilmente oxidável.
O processo de oxidação que se dá na posição alílica, pode também ocorrer em fosfolipídeos, que são os lipídeos componentes das membranas celulares. Se o processo de oxidação for intenso, causado por estresse ou outros fatores, pode levar à doenças. A vitamina E, hoje está sendo muito utilizada para minimizar estas oxidações protegendo a membrana celular.